# Silvestre Revueltas
Silvestre Revueltas, nome completo Silvestre Revueltas Sánchez (Santiago Papasquiaro, 31 dicembre 1899 – Città del Messico, 5 ottobre 1940), è stato un compositore, direttore d'orchestra e violinista messicano.

## Biografia

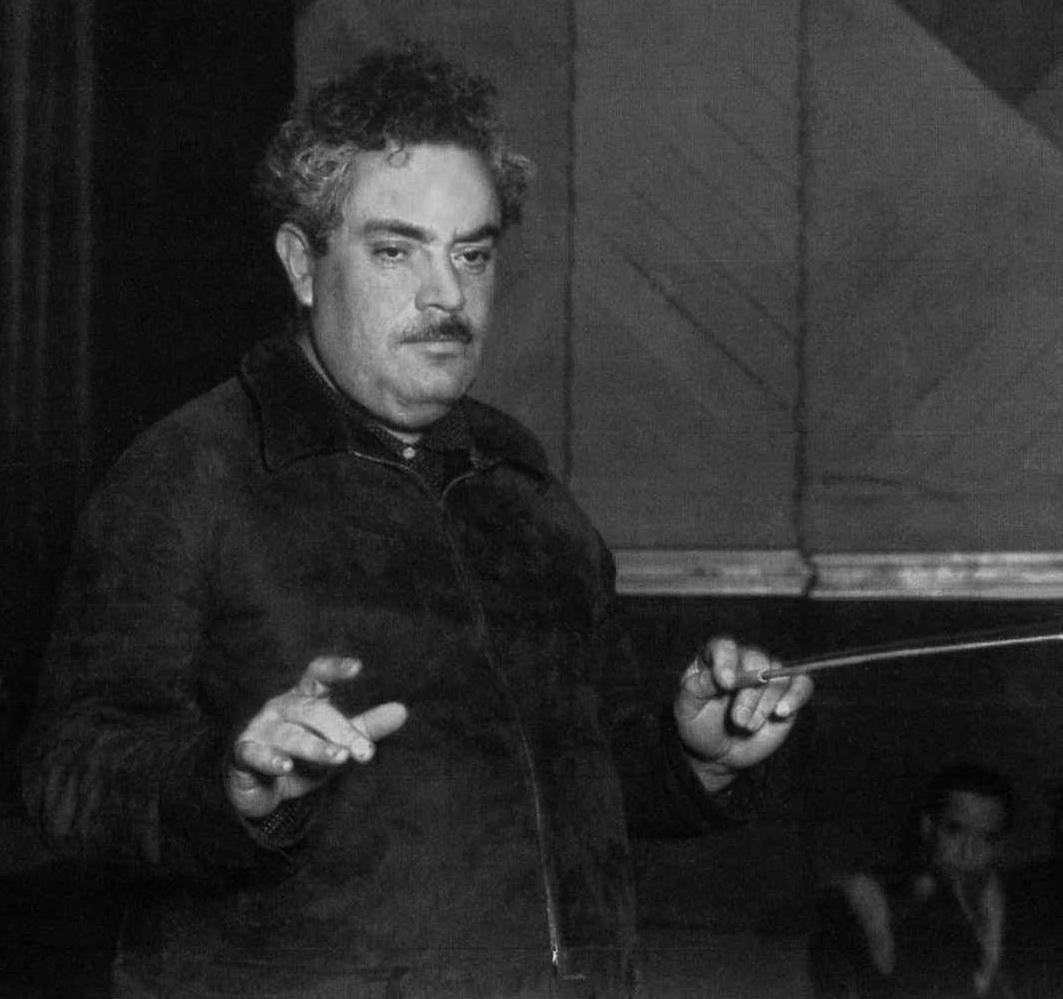
Silvestre Revueltas

Revueltas nacque a Santiago Papasquiaro a Durango e studiò al Conservatorio Nazionale di Città del Messico, alla Saint Edward's University di Austin, in Texas, e al Chicago College of Music. Diede concerti di violino e nel 1929 fu invitato da Carlos Chávez a diventare assistente direttore dell'Orchestra Sinfonica Nazionale del Messico, incarico che ricoprì fino al 1935. Lui e Chávez fecero molto per promuovere la musica messicana contemporanea. Fu in quel periodo che Revueltas iniziò a comporre sul serio. Iniziò la sua prima colonna sonora, Redes, nel 1934, una commissione che provocò la rottura tra Revueltas e Chavez. Chávez si era inizialmente aspettato di scrivere la partitura, ma i cambiamenti politici lo portarono a perdere il lavoro al Ministero della Pubblica Istruzione, che era dietro al progetto del film. Revueltas lasciò l'orchestra di Chavez nel 1935 per essere il direttore principale di un'orchestra rivale di recente creazione e di breve durata, l'Orquesta Sinfónica Nacional.
Faceva parte di una famiglia di artisti, molti dei quali erano anche famosi e riconosciuti in Messico: il fratello Fermín (1901-1935) e la sorella Consuelo (nata prima del 1908, morta prima del 1999) erano pittori, la sorella Rosaura (1909 circa) -1996) era un'attrice e ballerina e il fratello minore José Revueltas (1914-1976) era uno scrittore famoso. La figlia nata dal suo primo matrimonio con Jules Klarecy (nata Hlavacek), Romano Carmen (poi Montoya e Peers), ebbe una carriera di successo come ballerina, insegnò danza classica e flamenco a New York e morì il 13 novembre 1995 all'età di 73 anni ad Atene, in Grecia. Lasciò tre figli e due parenti artiste a Oceanside, in California. La figlia del suo secondo matrimonio, Eugenia (nata il 15 novembre 1934), è una saggista. Suo nipote Román Revueltas Retes, figlio di José, è violinista, giornalista, pittore e direttore d'orchestra dell'Orquesta Sinfónica de Aguascalientes (OSA).
Nel 1937 Revueltas andò in Spagna durante la guerra civile spagnola, come parte di una tournée organizzata dall'organizzazione di sinistra Liga de Escritores y Artistas Revolucionarios (LEAR); dopo la vittoria di Francisco Franco, tornò in Messico. Guadagnò poco e cadde in povertà e preda dell'alcolismo. Morì a Città del Messico di polmonite (complicata dall'alcolismo), all'età di 40 anni, il 5 ottobre 1940, il giorno in cui il suo balletto El renacuajo paseador, scritto quattro anni prima, veniva rappresentato in anteprima. Le sue spoglie sono custodite presso la Rotonda delle Persone Illustri a Città del Messico.

## Lavori
Revueltas ha scritto musica per film, musica da camera, canzoni e una serie di altri lavori. La sua opera più famosa è una suite su José Ives Limantour tratta dalla colonna sonora de La Noche de los Mayas, anche se alcune opinioni dissenzienti affermano che l'opera orchestrale Sensemayá è più nota. In ogni caso Sensemayá è considerato il capolavoro di Revueltas.
Apparve brevemente come suonatore di piano bar nel film ¡Vámonos con Pancho Villa! (Messico, 1935), per il quale compose la musica. Quando girano la scena nel bar mentre suona La Cucaracha, alza un cartello con scritto "Se suplica no tirarle al pianista" ("Per favore non sparate sul pianista").

## Musica

### Camera
- El afilador, 1924
- Batik, 1926
- Four Little Pieces per due violini e violoncello, 1929
- Homenaje a Federico García Lorca, 1936
- Ocho x radio, 1933
- Planos, 1934
- Quartetto d'archi n. 1, 1930
- Quartetto d'archi n. 2, 1931
- Quartetto d'archi n. 3, 1931
- Quartetto d'archi n. 4, Música de feria, 1932
- Tres pequeñas piezas serias, per quintetto di fiati misti, 1932–33
- Tres piezas, per violino e pianoforte, 1932
- Éste era un rey 1940
- First Little Serious Piece, per complesso da camera, 1940
- Second Little Serious Piece, per complesso da camera, 1940

### Orchestra
- Pieza para orquesta, 1929
- Alcancías, 1932
- Caminos, 1934
- Colorines, per orchestra da camera, 1932
- La coronela (orch. di Moncayo e arr. da Limantour)
- Cuauhnáhuac, per orchestra d'archi, 1931; rivisto per orchestra completa, 1931; rivisto di nuovo per orchestra completa 1932
- Danza geométrica (versione orchestrale di Planos), 1934
- Esquinas, 1931 (rev. 1933)
- Itinerarios, 1938
- Janitzio, 1933 (rev. 1936)
- Música para charlar, 1938 (dalla colonna sonora di Ferrocarriles de Baja California)
- El renacuajo paseador, 1933
- Sensemayá, 1938
- Toccata (sin fuga), per violino e orchestra da camera 1933
- Troka, 1933
- Ventanas, 1931

### Balletti
- La coronela, 1940 (incompiuto; un completamento di Blas Galindo e Candelario Huízar è perso)
- El renacuajo paseador, 1936

### Colonne sonore
- Bajo el signo de la muerte, 1939
- Ferrocarriles de Baja California, 1938
  - selezioni rielaborate come Música para charlar
- El indio, 1938
- Los de abajo, 1939
- La noche de los mayas (La notte dei Maya), 1939
- ¡Que viene mi marido!, 1940
- Redes, 1935
- ¡Vámonos con Pancho Villa!, 1936

### Canzoni
- "Canto a una muchacha negra" (parole: Langston Hughes), voce e pianoforte 1938
- Cinco canciones para niños y dos canciones profanas, 1938–1939
- Duo para pato y canario, voce e orchestra da camera, 1931
- "Ranas" (Rane) e "El tecolote" (Il gufo), voce e pianoforte, 1931
- Caminando, 1937

### Pianoforte
- Allegro
- Canción (un passaggio utilizzato anche in Cuauhnáhuac)